# SinB
Hwang Eun-bi (hangul: 황은비, hanja: 黃恩妃; Cheongju, 3 de junio de 1998), más conocida por su nombre artístico SinB (신비), es una cantante, bailarina y actriz surcoreana. Es miembro del grupo GFriend, y también forma parte del trío musical Viviz desde octubre de 2021.

## Primeros años
SinB nació el 3 de junio de 1998 en Cheongju, Corea del Sur. En 2017, se graduó de la Escuela de Artes Escénicas de Seúl,  junto a su compañera de grupo Umji.
Antes de su debut, entrenó como aprendiz en Big Hit Entertainment por dos años, luego se mudó a LOEN Entertainment, donde entrenó por un año más, antes de establecerse con Source Music.

## Carrera

### 2015-2021: Debut con GFriend
El 15 de enero de 2015, SinB debutó como miembro del grupo GFriend con el lanzamiento de su álbum debut Season of Glass. El grupo tuvo su primera aparición en el programa de música Music Bank el 16 de enero. El  26 de agosto de 2016, SinB lanzó el sencillo «Confession» (고백) como banda sonora del drama coreano Cinderella with Four Knights.
En 2018, formó pare de un grupo proyecto llamado Station Young, el grupo consistía de cuatro integrantes: Seulgi de Red Velvet,  Soyeon de (G)I-dle y la solista Chungha. Su sencillo «Wow Thing»  fue lanzado el 28 de septiembre como parte del álbum proyecto SM Station X 0 de SM Entertainment .

### 2021-presente: Debut con Viviz
En 2021, después de salir de su anterior agencia Source Music, se une el 6 de octubre de 2021 a BPM Entertainment para formar un nuevo grupo Viviz junto con sus compañeras de GFriend Eunha y Umji.

## Discografía

### Colaboraciones
| Título                                                                                 | Año  | Mejor posición | Mejor posición | Mejor posición | Álbum                            |
| Título                                                                                 | Año  | COR            | Hot 100        | US World       | Álbum                            |
| -------------------------------------------------------------------------------------- | ---- | -------------- | -------------- | -------------- | -------------------------------- |
| «Wow Thing» (con Jeon So-yeon, Seulgi y Chungha)                                       | 2018 | 35             | 43             | 3              | SM Station X 0                   |
| «Be Yourself» (신비송(ㅅㅂㅅ)) (con Shinbi)                                            | 2020 | —              | —              | —              | Shinbi Song: Self-esteem project |
| «–» indica que el lanzamiento no se posicionó en la lista o no se lanzó en esa región. |      |                |                |                |                                  |

### Banda sonora
| Título                                                                                 | Año  | Mejor posición | Álbum                                      |
| Título                                                                                 | Año  | COR            | Álbum                                      |
| -------------------------------------------------------------------------------------- | ---- | -------------- | ------------------------------------------ |
| «I'll Be There» (내품에 라바와 친구들)                                                 | 2015 | —              | The Fairies In My Arms (내품에 친구들) OST |
| «Confession» (고백) (feat. Sijin)                                                      | 2016 | —              | Cinderella with Four Knights OST Part 3    |
| «Like A Dream» (꿈인 듯 해)                                                            | 2020 | —              | Do Do Sol Sol La La Sol OST Part 2         |
| «Loveable» (사랑스러워)                                                                | 2021 | —              | A Love So Beautiful OST Part 2             |
| «–» indica que el lanzamiento no se posicionó en la lista o no se lanzó en esa región. |      |                |                                            |

### Créditos de composición
Todos los créditos de las canciones están adaptados de la base de datos de la Korea Music Copyright Association.
| Título         | Año  | Álbum              | Artista | Letrista | Compositor | Arreglista |
| -------------- | ---- | ------------------ | ------- | -------- | ---------- | ---------- |
| «Hope»         | 2019 | Fever Season       | GFriend | Yes      | No         | No         |
| «Secret Diary» | 2020 | 回:Walpurgis Night | GFriend | Yes      | Yes        | No         |

## Filmografía

### Shows de televisión
| Año  | Título      | Cadena      | Nota                            | Ref.   |
| ---- | ----------- | ----------- | ------------------------------- | ------ |
| 2016 | Weekly Idol | MBC Every 1 | Presentadora (Episodio 249-283) | [ 17 ] |
| 2022 | Style Me    | Dong-a TV   | Temporada 2                     | [ 18 ] |

### Series
| Año       | Título                 | Cadena | Papel   | Ref.   |
| --------- | ---------------------- | ------ | ------- | ------ |
| 2015-2016 | The Fairies In My Arms | MBC    | Shawing | [ 19 ] |

### Apariciones en vídeos musicales
| Año  | Video Musical          | Artista        | Notas                    |
| ---- | ---------------------- | -------------- | ------------------------ |
| 2015 | «Sweetie Pie» (다이뻐) | Lee Seung-hwan | con el resto de GFriend. |